# 목록학
목록학은 고금의 지적 소산인 문헌을 체계 있게 편성하거나, 이들 문헌을 국가별, 역조별, 유별, 주제별로 구분하여 학술의 원류 및 융체, 그리고 학술의 추이를 기술하거나, 이미 편성된 여러 목록 또는 서지에 관하여 연구하는 분야이다. 목록학은 문자를 수단으로 표현한 지적 소산의 내용에 어떠한 것들이 있고, 같은 주제의 것 중에서 개개의 문헌을 누가 언제 편찬하였고, 초찬(初撰) 이후 판종과 편권의 차이가 어떠하며, 해제가 있는 경우 편찬자의 학문적 배경이 어떠하고, 책 내용의 개요와 성격, 학설의 추이, 그리고 학문의 평가 등에 관한 서지정보를 이용자에게 올바르게 제공해 주는 것이 위주이다.

## 같이 보기
- 서지학